# Rancenay
Rancenay ist eine französische Gemeinde mit 421 Einwohnern (Stand: 1. Januar 2022) im Département Doubs in der Region Bourgogne-Franche-Comté. Sie gehört zum Arrondissement Besançon und ist Mitglied im Gemeindeverband Grand Besançon Métropole. Die Bewohner werden Rancenais und Rancenaises genannt.

## Geographie
Rancenay liegt auf 252 m, etwa acht Kilometer südwestlich der Stadt Besançon (Luftlinie). Das Dorf erstreckt sich am westlichen Rand des Juras, auf einem Sattel der Jura-Randkette, nördlich des Doubstals.
Die Fläche des 3,66 km² großen Gemeindegebiets umfasst einen Abschnitt des Doubstals. Der zentrale Teil des Gebietes wird von der rund 500 bis 700 m breiten, flachen Talniederung des Doubs eingenommen. In der Talniederung befindet sich neben dem Fluss auch der Rhein-Rhône-Kanal, der bei Rancenay eine Schleuse aufweist. Der südlich des Doubstals gelegene Steilhang gehört ebenfalls zur Gemeinde. Nach Norden erstreckt sich das Gemeindeareal über den langgezogenen Kamm des Schlossberges von Montferrand und die Höhe von Rancenay, die in geologisch-tektonischer Hinsicht zum System der Jura-Randkette gehören, bis in die angrenzende leicht gewellte Landschaft westlich von Besançon. Mit 372 m wird auf diesem Kamm die höchste Erhebung von Rancenay erreicht.
Zu Rancenay gehört der Weiler Double-Écluse (230 m) bei den Schleusenanlagen auf der Südseite des Doubstals. Nachbargemeinden von Rancenay sind Avanne-Aveney im Norden, Larnod im Osten, Busy im Süden sowie Montferrand-le-Château im Westen.

## Geschichte
Die erste urkundliche Erwähnung von Rancenay erfolgte bereits im 10. Jahrhundert. Im Mittelalter gehörte das Dorf zunächst zur Herrschaft Montferrand, danach der Familie Gauthiot, bevor es 1629 an das Jesuitenkolleg von Besançon kam. Zusammen mit der Franche-Comté gelangte Rancenay mit dem Frieden von Nimwegen 1678 definitiv an Frankreich.

## Sehenswürdigkeiten

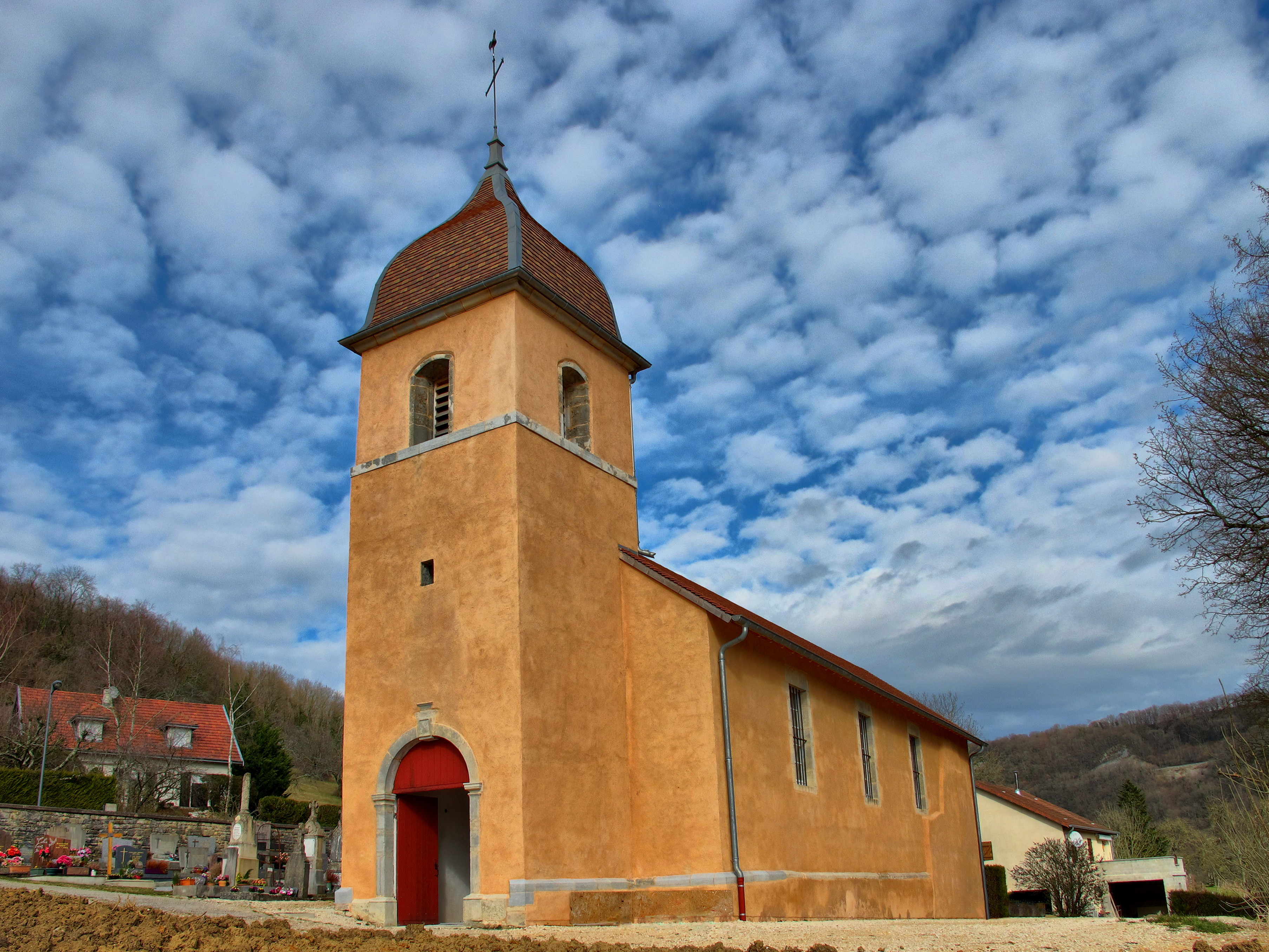
Kirche Notre-Dame

Auf freiem Feld östlich des Dorfes steht die Kirche Notre-Dame des Champs, die ursprünglich aus dem 14. Jahrhundert stammt und von 1833 bis 1834 umfassend restauriert wurde. Der Glockenturm ist auf das Jahr 1725 datiert.

## Bevölkerung
| Jahr                       | 1962 | 1968 | 1975 | 1982 | 1990 | 1999 | 2008 | 2018 |
| Einwohner                  | 97   | 105  | 163  | 180  | 181  | 250  | 296  | 382  |
| Quellen: Cassini und INSEE |      |      |      |      |      |      |      |      |

Mit 421 Einwohnern (Stand 1. Januar 2022) gehört Rancenay zu den kleinen Gemeinden des Départements Doubs. Nachdem die Einwohnerzahl in der ersten Hälfte des 20. Jahrhunderts abgenommen hatte (1886 wurden noch 143 Personen gezählt), wurde seit Beginn der 1950er Jahre wieder ein deutliches Bevölkerungswachstum verzeichnet. Seither hat sich die Einwohnerzahl verdreifacht.

## Wirtschaft und Infrastruktur
Rancenay war bis weit ins 20. Jahrhundert hinein ein vorwiegend durch die Landwirtschaft (Ackerbau, Obstbau und Milchwirtschaft) geprägtes Dorf. Daneben gibt es heute einige Betriebe des lokalen Kleingewerbes. Mittlerweile hat sich das Dorf auch zu einer Wohngemeinde gewandelt. Viele Erwerbstätige sind Wegpendler, die in der Agglomeration Besançon ihrer Arbeit nachgehen.
Die Ortschaft liegt abseits der größeren Durchgangsstraßen an einer Departementsstraße, die von Avanne-Aveney nach Montferrand-le-Château führt. Der nächste Anschluss an die Autobahn A36 befindet sich in einer Entfernung von ungefähr zehn Kilometern.